# Alida Johanna van den Bos
Alida Johanna van den Bos, detta Alie (Amsterdam, 18 gennaio 1902 – Amsterdam, 16 luglio 2003), è stata una ginnasta olandese.
Partecipò ai Giochi della IX Olimpiade nel 1928.
In quell'occasione vinse la medaglia d'oro come membro della squadra femminile di ginnastica artistica olandese.
Fu una delle ultime partecipanti alle Olimpiadi del 1928 ancora in vita, è morta infatti nel 2003 alla veneranda età di 101 anni.